# Rekingen

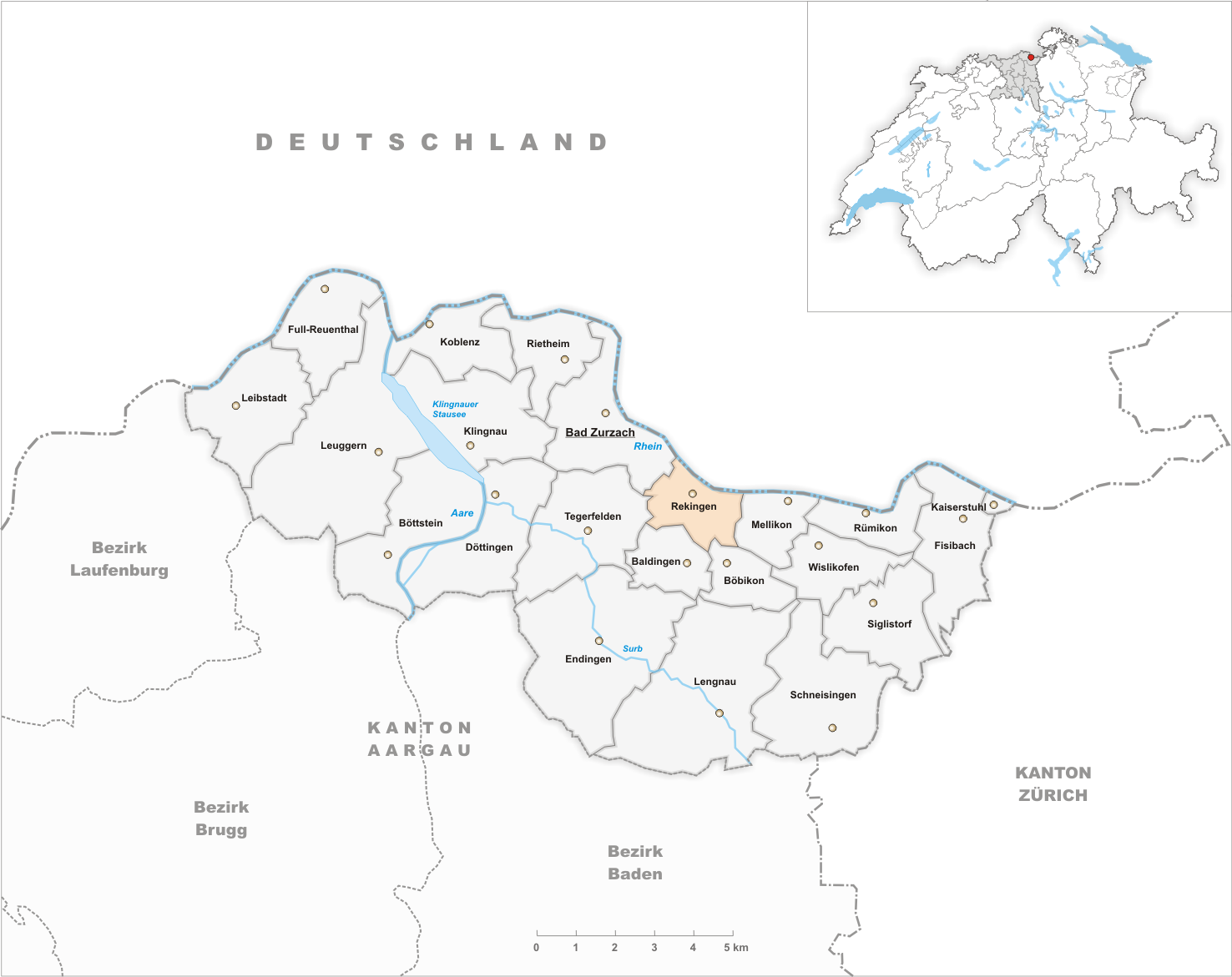
Gemeindestand vor der Fusion am 1. Januar 2022

Rekingen (schweizerdeutsch: ['rækχɪŋːə]) ist ein Ort in der Einwohnergemeinde Zurzach im Schweizer Kanton Aargau. Sie gehört zum Bezirk Zurzach und liegt am Hochrhein an der Grenze zu Deutschland.
Am 1. Januar 2022 fusionierte Rekingen mit den Gemeinden Bad Zurzach, Baldingen, Böbikon, Kaiserstuhl, Rietheim, Rümikon und Wislikofen zur neuen Gemeinde Zurzach.

## Geographie
Das Dorf am Nordrand des Tafeljuras erstreckt sich in Ost-West-Richtung in der schmalen Ebene entlang des Rheins. Sowohl am westlichen als auch am östlichen Ende des Dorfes befinden sich ausgedehnte Fabrikanlagen. Von Süden nach Norden verläuft die enge und stellenweise bis zu 120 Meter tiefe Schlucht des Chrüzlibachs. Östlich der Schlucht erhebt sich der 556 Meter hohe Güggehübuck, westlich davon der 545 Meter hohe Obergrüt. Beide Hügel sind im unteren Bereich äusserst steil und werden nach oben hin bedeutend flacher.
Etwa einen halben Kilometer südlich des Dorfes zweigt das Musital in Richtung Westen ab. Dort, am Südhang des Obergrüts, befindet sich der ausgedehnte ehemalige Steinbruch Schümel. Dieser lieferte von 1913 bis 1980 das Rohmaterial für die inzwischen stillgelegte Zementfabrik am östlichen Dorfrand. Der Transport des abgebauten Materials erfolgte durch ein 1,3 Kilometer langes Förderband. Dieses verlief zunächst hoch über der Schlucht und danach durch einen über 900 Meter langen Tunnel unter dem nördlichen Ausläufer des Güggehübucks hindurch.
Die Fläche des ehemaligen Gemeindegebiets beträgt 310 Hektaren, davon sind 188 Hektaren bewaldet und 69 Hektaren überbaut. Der höchste Punkt liegt auf 556 Metern auf der Hochebene des Güggehübucks, der tiefste auf 323 Metern am Rhein. Nachbargemeinden waren Küssaberg mit dem Ortsteil Reckingen im Norden, Mellikon im Osten, Böbikon im Südosten, Baldingen im Süden, Tegerfelden im Südwesten und Bad Zurzach im Westen.

## Geschichte
Bereits während der Bronzezeit war die Gegend besiedelt, wie Funde von Gräbern, Waffen und Gegenständen beweisen. Während der Herrschaft der Römer befand sich in Rekingen ein grosser Gutshof. Er entstand um 50 n. Chr., diente der Versorgung des Legionslagers in Vindonissa und wurde 1956 bei Bauarbeiten für die Turnhalle entdeckt. In unmittelbarer Nachbarschaft befand sich die Siedlung Tenedo (Bad Zurzach). Um 260 brannten die Alamannen den Gutshof nieder, um 370 war der Rhein die Nordgrenze des Römischen Reichs. Bei Rekingen bestanden zwei Wachtürme; der erste wurde 1876 beim Eisenbahnbau abgetragen, der zweite 1936 freigelegt, erforscht und danach wieder zugedeckt. Zu Beginn des 5. Jahrhunderts zogen sich die Römer endgültig zurück.
Etwa hundert Jahre später besiedelten die Alamannen das Gebiet, aus dieser Zeit stammen zahlreiche Gräber. Im Hochmittelalter herrschten zunächst die Grafen von Lenzburg, danach die Kyburger und ab 1273 die Habsburger. Die erste urkundliche Erwähnung erfolgte im Jahr 1261, als Cuonrad fr Rechunch als Gutsbesitzer und Burcardus de Rechunch als Zeuge genannt wurden. Der Ortsname stammt vom althochdeutschen Reccingun und bedeutet «bei den Leuten des Recco».
Die Eidgenossen eroberten 1415 den Aargau; Rekingen gehörte nun zum Amt Ehrendingen in der Grafschaft Baden, einer Gemeinen Herrschaft. Der Bischof von Konstanz übte die niedere Gerichtsbarkeit aus und liess sich dabei von den Chorherren des Zurzacher Verenamünsters vertreten. 1529 trat ein grosser Teil der Bevölkerung zur Reformation über. Um zu verhindern, dass das ganze Dorf reformiert würde, liess der Chorherr im Jahr 1678 eine katholische Kapelle bauen. Das Schulwesen nahm 1790 seinen Anfang, blieb aber bis 1852 konfessionell getrennt. 1798 nahmen die Franzosen die Schweiz ein und riefen die Helvetische Republik aus. Rekingen war zunächst eine Gemeinde im kurzlebigen Kanton Baden, seit 1803 gehört sie zum Kanton Aargau.
Die Industrie hielt 1864 mit der Eröffnung einer Kalkfabrik Einzug, die bis 1989 bestand. Am 1. August 1876 eröffnete die Schweizerische Nordostbahn die Bahnstrecke Winterthur–Koblenz. Im Jahr 1914 wurde in Zurzach die Schweizerische Sodafabrik AG (heute Solvay Schweiz) gegründet, welche die reichen Salzvorkommen ausbeutete; das Fabrikgelände steht teilweise auf Rekinger Boden. 1975 nahm am östlichen Dorfrand die Holderbank Cement AG (heute LafargeHolcim) die Produktion von Zement auf, die Fabrik stellte den Betrieb allerdings bereits 1995 ein.
Im Jahr 2009 trat Rekingen der Verwaltungskooperation «Verwaltung2000» bei, welche die Verwaltungsaufgaben von sieben Gemeinden in der Nachbarschaft erledigt. Seit 2014 ist die Gemeinde im Projekt «Rheintal+» involviert, das die Fusion von neun Gemeinden zur Gemeinde Zurzach vorsieht. Nachdem die Gemeindeversammlung am 23. Mai 2019 mit 144 zu 7 Stimmen der Fusion zugestimmt hatte, wurde der Entscheid am 8. September 2019 in einer Volksabstimmung mit 201 zu 63 Stimmen bestätigt. Damit erfolgte die Fusion am 1. Januar 2022  (jedoch ohne Mellikon, das knapp abgelehnt hatte).

## Sehenswürdigkeiten

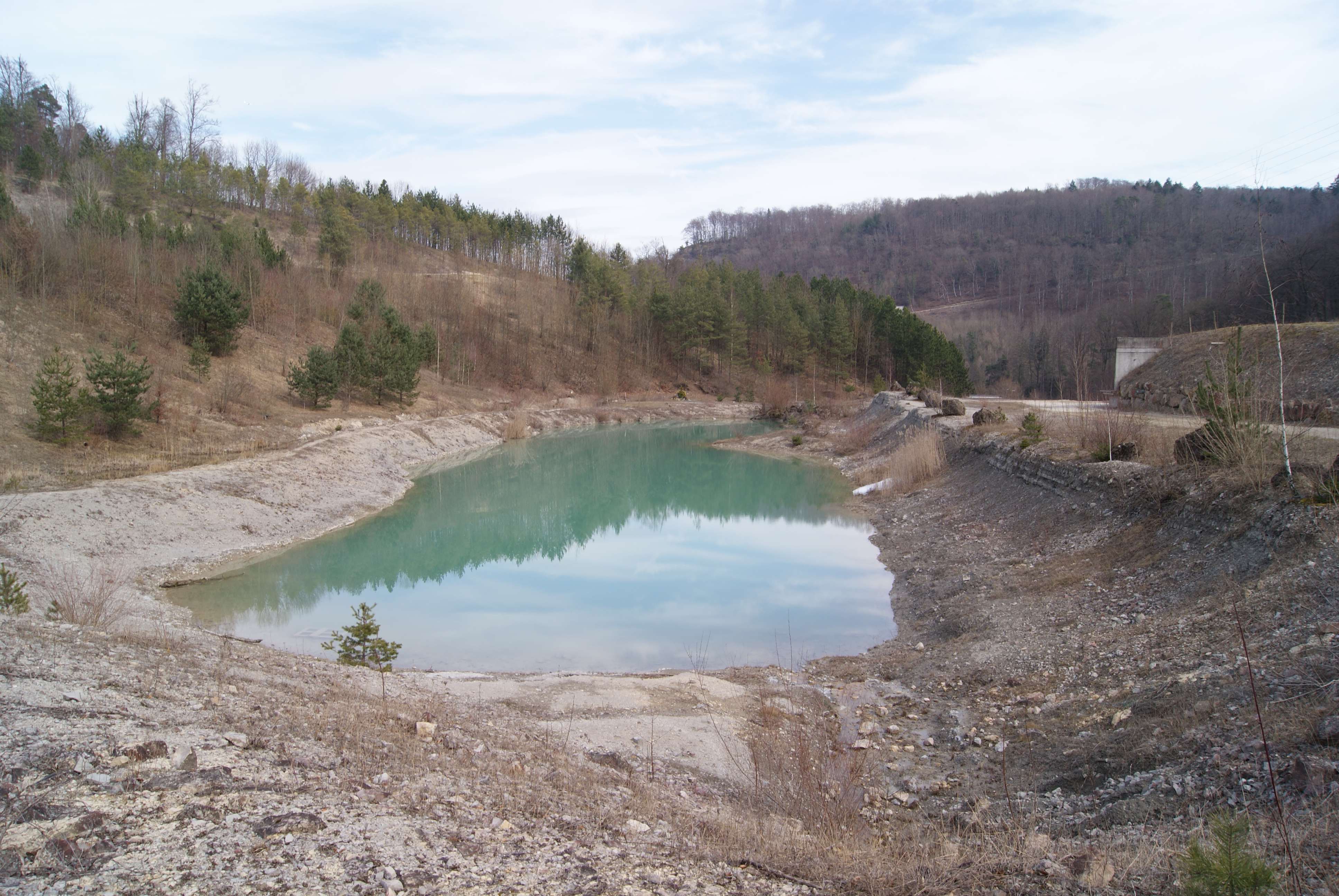
See im Musital

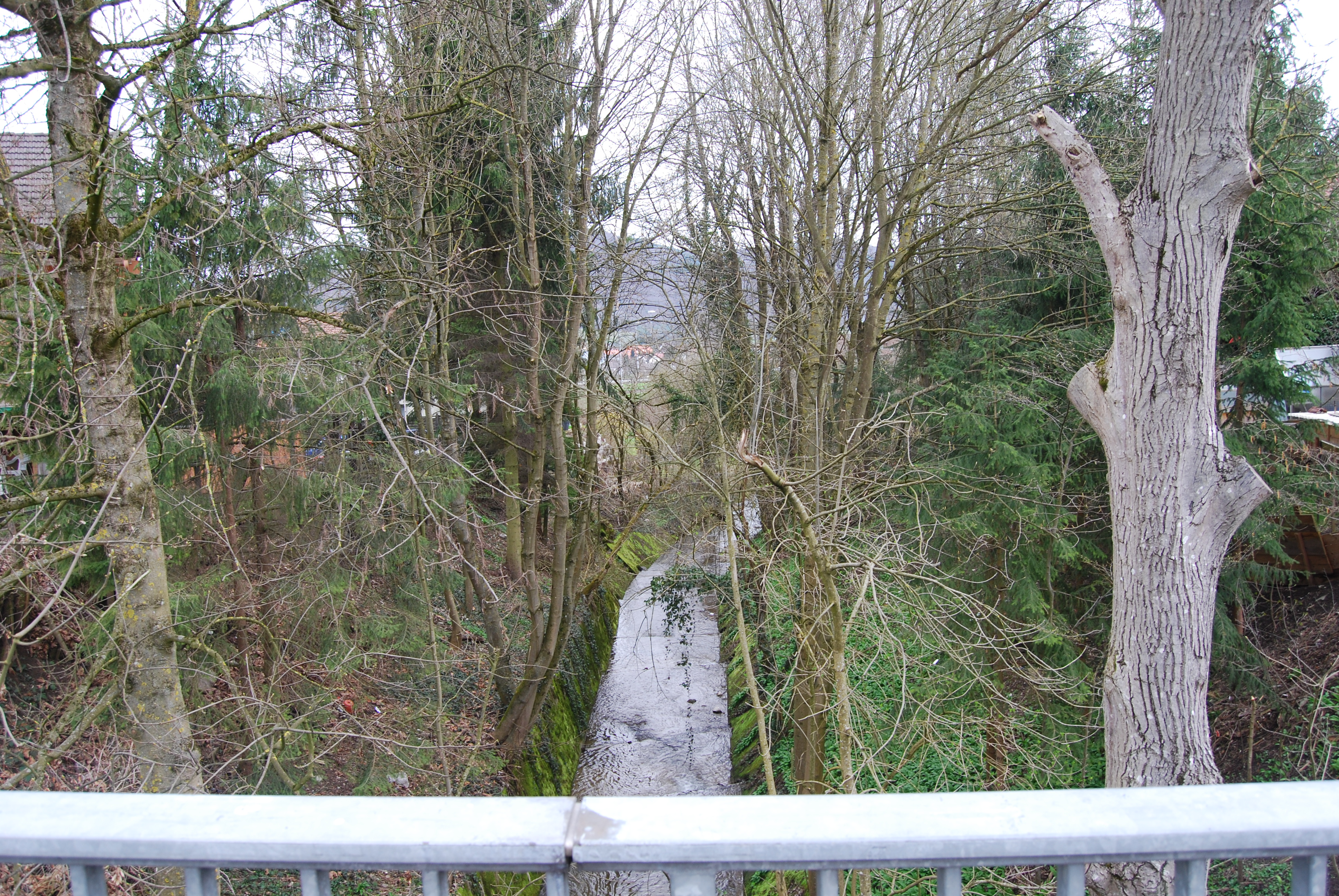
Chrüzlibach

Zwischen Rekingen und Baldingen liegt das Musital mit dem ehemaligen Steinbruch Schümel. Dieser wurde zu einem Naturschutzgebiet erklärt und wird renaturiert. Dabei werden die charakteristischen Abbaurampen erhalten bleiben, ebenso wird auf eine aktive Wiederbewaldung verzichtet.

## Wappen
Die Blasonierung des Gemeindewappens lautet: «Geteilt von Gelb mit schwarzem R und von Blau mit halbem gelbem Mühlrad.» Das Wappen war erstmals auf dem Gemeindesiegel von 1851 abgebildet. Das Mühlrad erinnert an die drei Mühlen, die es einst in Rekingen gab.

## Bevölkerung
Die Einwohnerzahlen entwickelten sich wie folgt:
| Jahr      | 1780 | 1850 | 1900 | 1930 | 1950 | 1960 | 1970 | 1980 | 1990 | 2000 | 2010 | 2020 |
| Einwohner | 259  | 348  | 270  | 445  | 710  | 827  | 883  | 764  | 924  | 998  | 962  | 969  |

Am 31. Dezember 2021 lebten 979 Menschen in Rekingen, der Ausländeranteil betrug 37,5 %. Bei der Volkszählung 2015 bezeichneten sich 32,6 % als römisch-katholisch und 22,4 % als reformiert; 45,0 % waren konfessionslos oder gehörten anderen Glaubensrichtungen an. 84,2 % gaben bei der Volkszählung 2000 Deutsch als ihre Hauptsprache an, 5,8 % Albanisch, 3,8 % Italienisch sowie je 1,0 % Englisch, Portugiesisch und Serbokroatisch.

## Politik und Recht

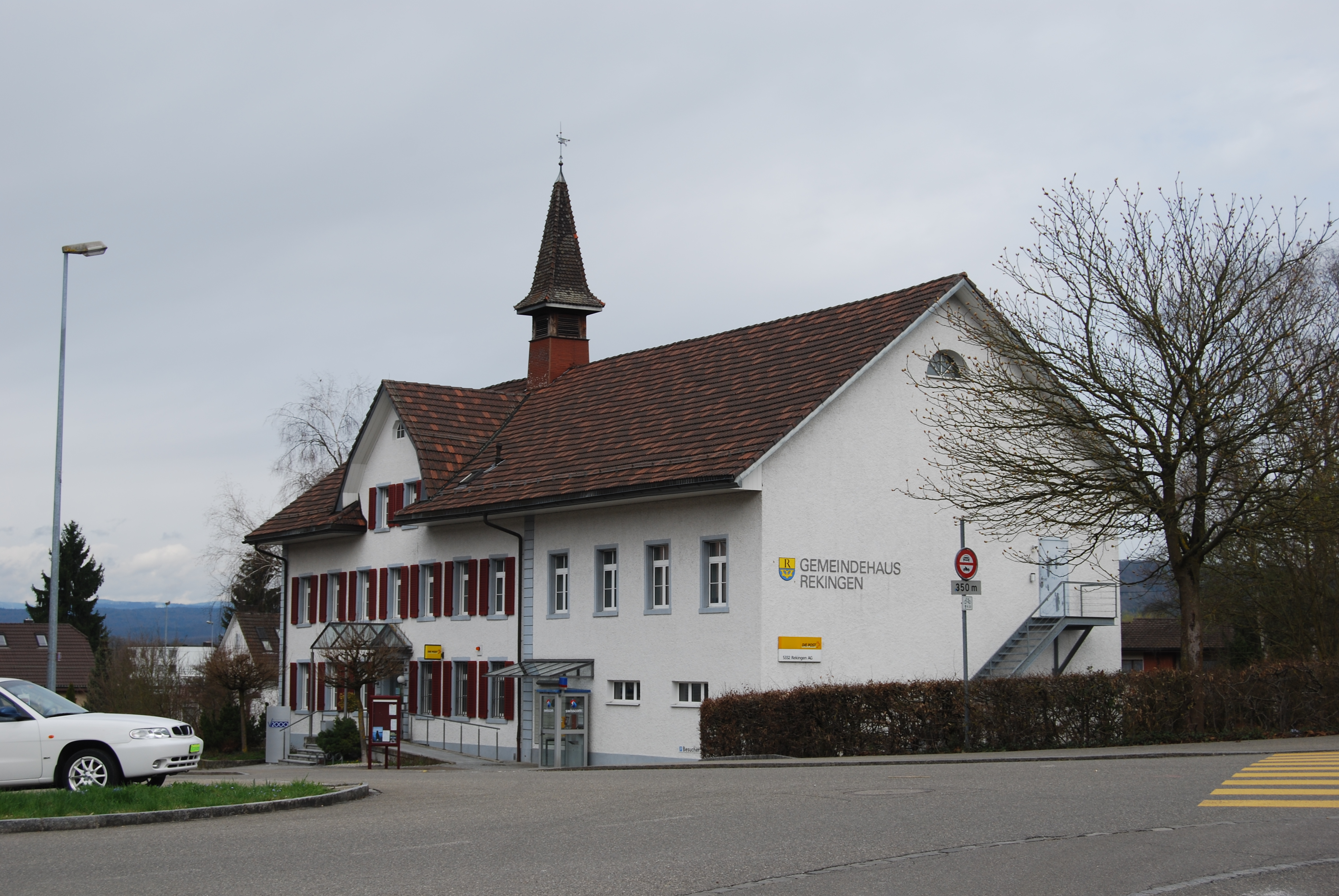
Gemeindehaus von Rekingen

Die Versammlung der Stimmberechtigten, die Gemeindeversammlung, übt die Legislativgewalt aus. Ausführende Behörde ist der fünfköpfige Gemeinderat. Er wird im Majorzverfahren vom Volk gewählt, seine Amtsdauer beträgt vier Jahre. Der Gemeinderat führt und repräsentiert die Gemeinde. Dazu vollzieht er die Beschlüsse der Gemeindeversammlung und die Aufgaben, die ihm vom Kanton zugeteilt wurden. Für Rechtsstreitigkeiten ist in erster Instanz das Bezirksgericht Zurzach zuständig. Rekingen gehört zum Friedensrichterkreis XVII (Zurzach).

## Wirtschaft
In Rekingen gibt es gemäss der im Jahr 2015 erhobenen Statistik der Unternehmensstruktur (STATENT) rund 400 Arbeitsplätze, davon 14 % in der Industrie und 86 % im Dienstleistungssektor. Obwohl ein Teil des Fabrikgeländes des Chemieunternehmens Solvay auf Rekinger Boden steht, zählen die dortigen Arbeitsplätze in der Statistik zu Bad Zurzach. Die meisten Erwerbstätigen gelten deshalb als Wegpendler und arbeiten in Bad Zurzach und Umgebung.

## Verkehr
Die Hauptstrasse 7 von Basel nach Winterthur verläuft zwischen dem Dorfzentrum und dem Rhein. Von der zweigt die Kantonsstrasse 432 in Richtung Baldingen ab. Am östlichen Dorfrand steht ein Bahnhof an der SBB-Eisenbahnlinie Koblenz AG–Bülach–Winterthur. Eine Postautolinie verbindet den Bahnhof Bad Zurzach mit Rekingen und Böbikon.
Seit Anfang 2002 besteht auf dem ehemaligen Zementwerkareal ein Umschlagplatz für den Containerverkehr mit der Bahn. Dieser befindet sich zum Teil auch auf dem Boden der Nachbargemeinde Mellikon. Nach Startschwierigkeiten und der Übernahme des Containerterminals durch die Firma Swissterminal im Jahr 2006 zieht der Containerverkehr markant an. So kommen nun täglich Züge von den grossen Häfen wie Hamburg direkt nach Rekingen.
Der Umschlagterminal für den kombinierten Verkehr mit 5 Gleisen (1500 m Länge) wird von  Hochrhein Terminal AG betrieben (Stand 2021).

## Bildung
Die ehemalige Gemeinde verfügt über einen Kindergarten und ein Schulhaus, in dem die Primarschule unterrichtet wird. Sämtliche Oberstufen (Realschule, Sekundarschule und Bezirksschule) können in Bad Zurzach besucht werden. Die nächstgelegenen Gymnasien sind die Kantonsschule Baden und die Kantonsschule Wettingen.

## Persönlichkeiten
- Heinrich Herzog (1822–1898), Lehrer und Jugendschriftsteller in Aarau